# Libertad Lamarque
Libertad Lamarque Bouza (Rosario, Argentina, 24 de novembre de 1908 - Ciutat de Mèxic, 12 de desembre de 2000) va ser una actriu argentina que va viure gran part de la seva vida a Mèxic.
Els seus inicis en l'actuació van ocórrer a l'edat de set anys en actes de la seva escola primària Juana Blanco al carrer Pasco. En 1924, instal·lada a Buenos Aires, va ser contractada per actuar en el Teatre El Nacional i gravar discos amb la companyia RCA Víctor, convertint-se en una de les primeres cantants de tango sorgides en la dècada de 1920 que van crear la modalitat vocal femenina en el rubro. El seu debut en cinema va ocórrer en 1930 quan va protagonitzar un film mut, Adiós, Argentina, de Mario Parpagnoli, mentre que en 1933 va intervenir en la primera pel·lícula sonora argentina, Tango!, al costat de Tita Merello. Qualificada com «la reina del tango», a l'any següent va ser triada «Miss Ràdio» per votació popular en la revista Sintonia. La seva consagració com a actriu melodramàtica va ocórrer després que protagonitzés El alma del bandoneón (1935), després de la qual va ser contractada per José Ferreyra per encapçalar Ayúdame a vivir (1936) —on també va ser guionista—, La ley que olvidaron (1937) i Besos Brujos (1938), que li van donar popularitat a Argentina i la resta d'Amèrica Llatina. La seva labor en Puerta cerrada (1939) li va merèixer el premi a la millor actriu estrangera a Croàcia.
Un nou contracte amb els Estudis San Miguel va significar el seu traspàs a la comèdia i va ser així com va filmar Eclipse de sol (1942) i Romance musical (1946). Després d'un altercat amb l'actriu Eva Duarte —posteriorment primera dama— durant el rodatge de La cabalgata del circo (1945), va haver d'exiliar-se a Mèxic, on va viure fins a la seva mort i va desenvolupar una àmplia trajectòria cinematogràfica, en gairebé cinquanta pel·lícules com Otra primavera (1949), Ansiedad (1952), Escuela de música (1955) i El pecado de una madre (1960). Durant els anys de 1960, va protagonitzar un film a Espanya, Así era mi madre i va encapçalar un espectacle teatral a Argentina, Hello Dolly!, que va tenir una àmplia repercussió. Les seves variades presentacions en gran part del continent americà li van valer l'apel·latiu de «la núvia d'Amèrica».
Considerada com l'actriu argentina amb major trajectòria en l'àmbit internacional, Lamarque va filmar La sonrisa de mamá (1972) i es va retirar del cinema en 1978. La resta de la seva carrera va estar lligada al tango i al mitjà televisiu, en el qual va participar de diverses telenovel·les com a Mamà, Soledad o Amada. Cap al final de la seva vida, va obtenir importants premis i reconeixements en diversos països. Va ser designada «Ciutadana il·lustre de la Ciutat de Buenos Aires» en 1990 i «Personalitat Emèrita de la Cultura Argentina» el 1995. A l'edat de 92 anys va rebre el premi Ariel d'Or per la seva trajectòria. Al moment de la seva mort en 2000, es trobava gravant el cicle infantil Carita de ángel.

## Filmografia
Pel·lícules principals:
| - ¡Tango! (1933) - Ayúdame a vivir (1936) - Besos brujos (1938) - Madreselva (1938) - Puerta cerrada (1939) - La casa del recuerdo (1940) - Una vez en la vida (1941) - Yo conocí a esa mujer (1942) | - La cabalgata del circo (1945) - Otra primavera (1949) - La loca (1951) - Ansiedad (1952) - Cuando me vaya (1953) - Yo, pecador (1959) - La sonrisa de mamá (1972) |

## Discografia
- Canciones de María Grever (1956)
- Delicias Musicales (1958)
- Amor en la Sombra (1959)
- Era un Rey de Chocolate (1960)
- Tangos Inmortales (1963)
- Canta mi corazón, Los hijos que yo soñé, Canción del Alma (1965)
- La Novia de América (1966)
- Hello, Dolly! (1967)
- Tangos de Agustín Lara (1969)
- Tangos en el mundo (1970)
- La Sonrisa de Mamá con Palito Ortega(1972)
- Somos Novios con Pedro Vargas (1973)
- Bodas de Oro (1976)
- Tango Ranchero (1979)
- Así canta en 1988 (1988)
- Nadie se va del todo (1990)